# Ken Hudson Campbell
Ken Hudson Campbell (5 giugno 1962) è un doppiatore e attore statunitense.

## Biografia
Campbell è apparso in Seinfeld episodio "The Seven", dove ha interpretato Ken. Ha interpretato "Bruce", il proprietario di una libreria inquietante nel film Disney del 1997, Una mummia per amico. È apparso come Max Lennert, il trivellatore nel film Armageddon - Giudizio finale, mentre in Ricomincio da capo, come l'uomo bello.
Campbell era la voce originale del castoro Gordon nello spot canadese Bell Mobility.

## Filmografia

### Cinema
- Mamma, ho perso l'aereo (Home Alone), regia di Chris Columbus (1990)
- Ricomincio da capo (Groundhog Day), regia di Harold Ramis (1993)
- Giù le mani dal mio periscopio (Down Periscope), regia di David S. Ward (1996)
- Armageddon - Giudizio finale (Armageddon), regia di Michael Bay (1998)
- La colazione dei campioni (Breakfast of Champions), regia di Alan Rudolph (1999)
- Le ragazze del Coyote Ugly (Coyote Ugly), regia di David McNally (2000)
- The Ladies Man, regia di Reginald Hudlin (2000)
- Showtime, regia di Tom Dey (2002)
- Boat Trip, regia di Mort Nathan (2003)
- Vita da strega (Bewitched), regia di Nora Ephron (2005)

### Televisione
- Ma che ti passa per la testa? (in originale Herman's Head) – serie TV, 72 episodi (1991-1994)
- Seinfeld – serie TV, episodio 7x13 (1996)
- The Naked Truth – serie TV, episodio 2x05 (1997)
- Una mummia per amico (Under Wraps) – film TV (1997)
- Caroline in the City – serie TV, episodio 4x04 (1998)
- Strangers with Candy – serie TV, episodio 2x06 (2000)
- On the Edge, regia di Anne Heche, Mary Stuart Masterson, Helen Mirren e Jana Sue Memel – film TV (2001)
- The Practice - Professione avvocati (The Practice) – serie TV, 4 episodi (2003)
- The Loop – serie TV, episodio 1x06 (2006)
- Curb Your Enthusiasm – serie TV, episodio 6x03 (2007)
- United States of Tara – serie TV, episodio 2x12 (2010)
- Girl Meets World – serie TV, episodio 2x16 (2015)

### Doppiaggio
- I dinosauri (Dinosaurs) – serie TV animata, episodio 2x23 (1992)
- Aaahh!!! Real Monsters – serie TV animata, episodi 3x07-4x02 (1996-1997)
- La vita con Louie (Life with Louie) – serie TV animata, episodi 2x11-2x13 (1997)
- Dio, il Diavolo e Bob (God, the Devil and Bob) – serie TV animata, episodio 1x01 (2000)
- Titan A.E., regia di Don Bluth, Gary Goldman e Art Vitello (2000)
- Giuseppe - Il re dei sogni (Joseph: King of Dreams), regia di Rob LaDuca e Robert Ramirez (2000)
- Il dottor Dolittle 2 (Dr. Dolittle 2), regia di Steve Carr (2001)
- Baby Bob – serie TV, 14 episodi (2002-2003)
- Gravity Falls – serie TV animata, episodio 1x17 (2012)
- Mike & Molly – serie TV, episodio 5x13 (2015)

## Doppiatori italiani
Nelle versioni in italiano delle opere in cui ha recitato, Ken Hudson Campbell è stato doppiato da:
- Stefano Mondini in Mamma, ho perso l'aereo
- Stefano Masciarelli in Ma che ti passa per la testa?
- Gino La Monica in Ricomincio da capo
- Luigi Ferraro in Armageddon - Giudizio finale
- Vittorio Battarra in La colazione dei campioni
- Giorgio Locuratolo in Boat Trip

Da doppiatore è sostituito da:
- Alessandro Villeggia in Baby Bob